# Ха-маханот ха-олим
Ха-маханот ха-олим (ивр. המחנות העולים‎) — израильское молодёжное движение с сионистской и социалистической философией. Создана в 1929 году учениками Гимназии «Герцлия». Движение связано с киббуцным движением.
В настоящее время в Израиле насчитывается более пятидесяти филиалов и более 7000 членов.
Ха-маханот ха-олим основана на семи принципах: равенство, солидарность, любовь к Израилю, мир, кооперация, свобода, труд.
Пять «якорей» — демократия, «халуцство», гуманизм, социализм, сионизм.